# Успенский сборник
Успе́нский сбо́рник — древнерусская пергаменная рукопись южнорусского происхождения конца XII — начала XIII века из собрания Государственного исторического музея (шифр: ГИМ, Усп. 4 перг.); своё название получила по месту обнаружения в 1840-е годы в Успенском соборе Московского Кремля. 

## Вводные сведения
До 1895 года рукопись входила в состав библиотеки Успенского собора, затем вместе с другими рукописями Успенской библиотеки была передана в Синодальную библиотеку и присоединена к Синодальному собранию рукописей, вместе с которым в 1920 г. поступила в ГИМ.
Рукопись Успенского сборника имеет объём 304 листа, дошла без начала и конца; по содержанию является сборником особого состава типа Торжественника, включает в себя житийные чтения на некоторые месяцы, а также Слова преимущественно  Иоанна Златоуста на страстную и пасхальную недели.
Особая значимость Успенского сборника обусловлена тем, что среди прочих текстов в него входят древнейшие списки таких важных для русской культуры произведений, как Житие Феодосия Печерского (л. 26а - 67в) и Сказание о Борисе и Глебе (л. 8б - 18б).

## Изучение рукописи
Изучение Успенского сборника историками и филологами началось в XIX веке, и по настоящее время рукопись является одним из наиболее часто привлекаемых исследователями к рассмотрению памятников древнерусского языка. Одними из первых к рукописи обратились М. П. Погодин и О. М. Бодянский. Бодянский предложил первую аргументированную датировку рукописи:
Относя эту рукопись к XII или началу XIII в., я опираюсь в этом не на одно лишь письмо ее: здесь решительное слово принадлежит языку ее, некоторые формы коего, утвердительно можно сказать, не встречаются уже в памятниках второй половины XIII в.
Также О. М. Бодянский первым обратил внимание на то, что рукопись была написана двумя писцами.
Среди лингвистов XIX — начала XX вв. к материалу Успенского сборника также обращались  А. А. Шахматов, И. В. Ягич, А. И. Соболевский, П. А. Лавров, А. М. Лукьяненко. А. А. Шахматов и П. А. Лавров в 1899 г. опубликовали первые 115 листов сборника; А. И. Соболевский в 1903 г. опубликовал текст на листах 124б - 130а.
Полный текст рукописи с описанием палеографии и графики был издан в 1971 г.

## Состав сборника
Успенский сборник включает в себя тексты различного происхождения: оригинальные восточнославянские и древнеболгарские произведения, а также переводы, осуществлённые с греческого и латинского языков южными славянами. Произведения, вошедшие в сборник, в жанровом отношении делятся на две части: в первой половине (с л. 1 до 175) находятся жития святых, во второй (с л. 175 до конца) — поучения и слова.
| №  | Листы     | Тексты | Место создания / перевода |
| -- | --------- | --- | ------------------------- |
| 1  | 1а—5а     | Повесть Иеремии о пленении Иерусалима                                                                                |                           |
| 2  | 5а—8б     | Житие Афанасия Александрийского                                                                                      |                           |
| 3  | 8б—18б    | Сказание о Борисе и Глебе                                                                                            | Древняя Русь              |
| 4  | 18б—26а   | Сказание о чудесах Романа и Давида                                                                                   | Древняя Русь              |
| 5  | 26а—67в   | Житие Феодосия Печерского                                                                                            | Древняя Русь              |
| 6  | 67в—84а   | Мучение Ирины |                           |
| 7  | 84а—86г   | Память Иова |                           |
| 8  | 86г—90а   | Явление честного креста                                                                                              |                           |
| 9  | 90а—95а   | Видение пророка Исайи                                                                                                |                           |
| 10 | 95а—102б  | Мучение Христофора                                                                                                   |                           |
| 11 | 102б—109в | Житие Мефодия Солунского                                                                                             |                           |
| 12 | 109в—115г | Похвальное слово Кириллу и Мефодию                                                                                   |                           |
| 13 | 115г—118г | Житие Пахомия |                           |
| 14 | 118г—124а | Житие и мучение Эразма                                                                                               |                           |
| 15 | 124а—130а | Житие и мучение Вита, Модеста и Крискентии                                                                           |                           |
| 16 | 130а—143а | Житие и мучение Февронии                                                                                             |                           |
| 17 | 143а—146а | Житие Феодосии |                           |
| 18 | 146а—157а | Житие Епифания Кипрского                                                                                             |                           |
| 19 | 157а—175б | Повесть Поливия о кончине Епифания                                                                                   |                           |
| 20 | 175б—180в | Слово Иоанна Дамаскина о иссохшей смоковнице и о притче винограда в святый понедельник                               |                           |
| 21 | 180в—188а | Слово Иоанна Златоуста о десяти девицах                                                                              |                           |
| 22 | 188а—190в | Слово Иоанна Златоуста в Великий вторник                                                                             |                           |
| 23 | 190в—195а | Слово Иоанна Златоуста в Великий вторник и о десяти девицах                                                          |                           |
| 24 | 195а—197б | Слово Иоанна Златоуста о блуднице в Великую среду                                                                    |                           |
| 25 | 197б—201в | Слово Иоанна Златоуста в Великую среду о зависти                                                                     |                           |
| 26 | 201в—203б | Слово Иоанна Златоуста о блуднице в Великую среду                                                                    |                           |
| 27 | 203б—206б | Слово Иоанна Златоуста в Великий четверг на омовение ног                                                             |                           |
| 28 | 206б—212б | Слово Иоанна Златоуста о честном кресте в Великую пятницу                                                            |                           |
| 29 | 212б—216б | Слово Иоанна Златоуста на Евангелие от Матфея на утрене по Великой пятнице                                           |                           |
| 30 | 216б—222в | Слово Евсевия епископа Александрийского в Великий четверг о вшествии Иоанна Предтечи во ад                           |                           |
| 31 | 222в—233г | Похвала Андрея епископа Критского в Лазареву субботу о четверодневном Лазаре                                         |                           |
| 32 | 233г—239в | Слово Иоанна Златоуста на Вербное воскресение                                                                        |                           |
| 33 | 239в—245в | Слово Григория Антиохийского на Воскресение Иисуса Христа                                                            |                           |
| 34 | 245в—250б | Слово Иоанна Златоуста на Воскресение Иисуса Христа                                                                  |                           |
| 35 | 250б—254г | Слово Иоанна Златоуста о расслабленном                                                                               |                           |
| 36 | 254г—260г | Слово Иоанна Златоуста о самаряныне                                                                                  |                           |
| 37 | 260г—263а | Слово Иоанна Златоуста на Вознесение Господне                                                                        |                           |
| 38 | 263а—265в | Слово Иоанна Экзарха Болгарского на Вознесение                                                                       |                           |
| 39 | 265в—270б | Беседа Кирилла архиепископа Александрийского о Богородице и святых отцах Эфесского собора                            |                           |
| 40 | 270б—278б | Слово Иоанна Златоуста о терпении и о благопохвалении                                                                |                           |
| 41 | 278б—282г | Слово Иоанна Златоуста на сошествие Святого Духа                                                                     |                           |
| 42 | 282г—287г | Слово Иоанна Златоуста о всех святых                                                                                 |                           |
| 43 | 287г—292г | Сказание отца нашего Агапия, чего ради оставляют роды и домы своя и жены и дети и, взявше крест, идут вослед Господа |                           |
| 44 | 292г—303г | Повесть блаженного Ефрема о св. Авраамии, Слово 48                                                                   |                           |
| 45 | 303г      | Слово св. Григория                                                                                                   |                           |
| 46 | 303г      | Иоанна Златоуста 13 изречений                                                                                        |                           |

## Палеографические и кодикологические особенности
Успенский сборник написан на пергамене хорошего качества, имеет размеры 45 см х 34 см. Текст записан уставным почерком в два столбца по 32 строки; во всей рукописи разлиновка пергамена выполнена одинаково. Первоначальный переплёт рукописи не сохранился, дошёл позднейший, выполненный в XV веке, представляющий собой доски в коже с простым тиснением.
Текст переписан двумя писцами: первый почерк обрывается на л. 46 об. в тексте Жития Феодосия, а второй заканчивает оборот этого листа и продолжает писать до конца рукописи. Устав первого писца более стройный; в его тексте используются киноварные заголовки и орнаментированные инициалы в начале произведений. Второй почерк крупнее, инициалы и заголовки отличаются от основного текста только размерами и двойной чернильной обводкой без киновари. Некоторые буквы пишутся в двух почерках с заметной разницей. В частности ѡ (оме́га) у первого писца имеет более позднее начертание с разведёнными петлями и низкой серединой, а у второго — сохраняет архаичный вид с высокой серединой .